# Onthophagus posticus
Onthophagus posticus là một loài bọ cánh cứng trong họ Bọ hung (Scarabaeidae).